# Queeruption
Queeruption (composé de queer et éruption) est un festival annuel international queercore dont les rassemblements ont commencé en 1998, et où les queers alternatifs/radicaux/privés de leurs droits peuvent échanger des informations, des réseaux, organiser, s'inspirer et inspirer à leur tour, être porte-parole, et contester la société dominante avec des idées et des éthiques « do it yourself » (DIY),,. Des spectacles mettant en vedettes des groupes queer punk, des artistes performeurs, et autres divertissements ont lieu dans la nuit, alors que des ateliers et des manifestations ont lieu pendant la journée,,. Le Queeruption a lieu dans différentes villes et dans différents pays chaque année,. Il a contribué au mouvement anarcho-queer (anarchistes queer). Les groupes qui organisent l'évènement peuvent avoir des désaccords (parfois au sein même de la même ville) concernant les aspects politiques qu'il devrait représenter, y compris concernant les queer safe spaces.
En 2003, il a été dit : « Queeruption n'est pas commercial ! Queeruption est un "Do-it-Yourself" ! Nous ne traçons aucune ligne entre les organisateurs et les participants. Nous cherchons à fournir un cadre (espace, coordination) que vous pouvez remplir avec vos idées. Il comprendra des ateliers, de la musique, des manifestations, des films, de l'art, des performances, des (sexe)parties, des pique-niques, des jeux et d'autres activités que vous avez envie d'essayer ! Qu'est-ce que Queeruption ? Quelle est la culture queer ? Il s'agit de l'expression et de l'exploration de l'identité, d'aller au-delà des frontières artificielles de la sexualité, du genre, de la nation, de la classe sociale! C'est être contre le racisme, le capitalisme, le patriarcat et la répression binaire du genre. »

## Liste des rassemblements
- Queeruption 1 (1998) Londres
- Queeruption 2 (1999) New York
- Queeruption 3 (2001) San Francisco
- Queeruption 4 (2002) Londres[1]
- Queeruption 5 (2003) Berlin
- Queeruption 6 (2004) Amsterdam
- Queeruption 7 (2005) Sydney
- Queeruption 8 (2005) Barcelone[2],[3]
- Queeruption 9 (2006) Tel-Aviv-Jaffa[9],[10]
- Queeruption 10 (2007) Vancouver
- Queeruption 11 2010 Manchester
- Queeruption 12 (2017) Budapest[11]